# 비프 맥과이어
비프 맥과이어(Biff McGuire, 1926년 10월 25일 ~ )는 미국의 배우이다.
뉴헤이번에서 태어났다.

## 영화
- 샌프란시스코의 이혼녀 (1979년)
- 마지막 말 (1979년)
- 차일드 오브 글라스 (1978년) - 조 역
- 불타는 서부 - 78년 시리즈 (1978년)
- 네로 울프 (1977년)
- 사랑의 화원 (1976년)
- 미드웨이 (1976년)
- 크라임 클럽 (1975년)
- 명탐정 바나비 존즈 (1973년)
- 워싱턴의 늑대인간 (1973년)
- 형사 서피코 (1973년)
- 하와이 5-0수사대 (1968년)
- 토마스 크라운 어페어 (1968년)
- 피닉스 시티 스토리 (1955년) - 프레드 가지 역
- 유어 인 더 네이비 나우 (1951년)
- 스튜디오 원 (1948년)